# MYNAME the 2nd single
《MYNAME the 2nd single》是韓國的男子組合MYNAME的第2張韓語單曲，2013年1月25日由H2media發售

## 概要
- 《MYNAME the 2nd single》是MYNAME第2張單曲。
- 《那算什麼（Just That Little Thing）》為此單曲的主打曲目。此曲往後成為MYNAME第一張原創日語專輯「WE ARE MYNAME」收錄曲《PARI PARI》的韓語版本。

## 收錄内容
1. Scream My Name（Intro）
2. 那算什麼（Just That Little Thing）（그까짓거）
3. 荒謬（어이없어）
4. 趨向（끌리잖아）
5. Dream（Outro）